# Nanxiong
Nanxiong is een stadsdistrict in de provincie Guangdong in het oosten van China. Nanxiong ligt in de stadsprefectuur Shaoguan en telt 460.000 inwoners.